# Csontszén
A csontszén, latinos formában spódium (latinul: Spodium) egy vegyipari termék.

## Jellemzői
A 19. században terjedt el. Előállították a csontoknak levegőtől elzárt térben való elszenesítése által, egy időben a cukorgyárakban a cukros levek szűrésére nagy mértékben használták, a 19. század végén inkább csak a cukorfinomítókban. Előállítása céljából a csontokat előbb zsírtalanították (vízzel kifőzték vagy benzinnel vagy szénkéneggel extrahálták). Az elszenesítés történhetett úgy, hogy az illó termékeket felfogták vagy pedig úgy, hogy azokat is elégették. Az első esetben az elszenesítést retortákban végezték, a második esetben egymás fölé borított vasfazekakban. Az elszenesített csontot erre a célra berendezett malmokban szemcsékké alakították, ügyelvén arra, hogy porrá ne váljék, mert a por alakú csontszénnek kisebb az értéke. A csontszén nagy mértékben képes volt színes folyadékokat elszínteleníteni, azon kívül bizonyos szerves és szervetlen anyagokat oldataikból abszorbeálni. Értéke különösen attól függött, hogy mekkora a színtelenítő és abszorbeáló képessége. A tapasztalás azt bizonyította, hogy az elnyelő képesség főképen a csontszénben levő tiszta szén mennyiségétől függ és hogy a használat következtében az abszorbeáló képesség csökken, ezért bizonyos időközökben a csontszént „újra kellett éleszteni”. Az újraélesztés rendesen úgy történt, hogy a használt csontszént erjedni hagyták, majd híg sósavval extrahálták, kimosták és levegőtől elzárt térben kiizzították. Ilyen módon 10-15-ször is lehet a spódiumot ujraéleszteni. A cukorgyárakban már nem használható csontszént mesterséges trágyává dolgozták fel.
A csontszén százalékos összetétele a következő volt általában:
| Anyag                | Minimum | Maximum   | Közép |
| -------------------- | ------- | --------- | ----- |
| Szén                 | 8,58    | 3,20      | 6,83  |
| Szénsavas kalcium    | 10,77   | 3,63      | 8,26  |
| Kénsavas kalcium     | 1,41    | 0,28      | 0,64  |
| Kénkalcium           | 0,28    | nyomokban | 0,13  |
| Homok                | 4,18    | 1,49      | 2,45  |
| Foszforsavas kalcium | 75,00   | 80,00     | 77,50 |

Magyarországon az Első Pesti Spódium- és Enyvgyár Rt. (alapítva: 1868) foglalkozott csontszén előállításával.

## Forrás
- A Pallas nagy lexikona. Szerk. Bokor József. Budapest: Arcanum – FolioNET. 1998.  ISBN 963 85923 2 X

- A magyar nyelv értelmező szótára